# Blato (gmina Mljet)
Blato – wieś w Chorwacji, w żupanii dubrownicko-neretwiańskiej, w gminie Mljet. W 2011 roku liczyła 39 mieszkańców.